# Namori Diaw
Namori Diaw (ur. 30 grudnia 1994 w Dar-Naim) – mauretański piłkarz grający na pozycji bramkarza. Od 2019 jest zawodnikiem klubu FC Tevragh-Zeina.

## Kariera klubowa
Swoją karierę piłkarską Diaw rozpoczął w klubie Nasr Zem-Zem. W sezonie 2012/2013 zadebiutował w jego barwach w pierwszej lidze mauretańskiej. W debiutanckim sezonie zdobył z nim Puchar Mauretanii. W 2016 roku odszedł do ASC Police, a w 2017 został zawodnikiem ASC Kédia. W sezonie 2017/2018 wywalczył z nim wicemistrzostwo Mauretanii. W 2019 roku przeszedł do FC Tevragh-Zeina. Wywalczył z nim trzy wicemistrzostwa kraju w sezonach 2019/2020, 2020/2021 i 2021/2022 oraz zdobył krajowy puchar w 2020 roku.

## Kariera reprezentacyjna
W reprezentacji Mauretanii Diaw zadebiutował 24 marca 2018 w wygranym 2:0 towarzyskim meczu z Gwineą, rozegranym w Nawakszucie. W 2019 roku powołano go do kadry na Puchar Narodów Afryki 2019. Nie rozegrał w nim żadnego spotkania.